# بادس

بادس الجديدة بالريف شمال المغرب

بادِس (باللغات الأمازيغية: بادیس) مدينة مغربية قديمة جديدة تقع في الريف شمال المغرب.

## تاريخ بادس
كان في الماضي على سواحل حوض الريف مدن عامرة، منها: مدينة بادس، مدينة بوسكور، مدينة المزمة، مدينة النكور، مدينة غساسة، مدينة مليلية.
يقول المؤرخ الشريف الإدريسي السبتي (بادس مدينة متحضرة فيها أسواق وصناعات، ويلجأ إليها أهل الريف لقضاء حوائجهم).
كانت بادس مركز استقرار للأدباء ورجال الفقه ومختلف حقول المعرفة البشرية المتداولة في زمانها. وكانت تضم حوالي 320 دارا وجامعا أعظما كملتقى للعلماء الوافدين من الأندلس وفاس وسبتة، ثم مساجد أخرى، إلى جانب القلاع ورباطات للمجاهدين.

## بادس والأندلس
بادس كان لها شأن عظيم في تاريخ الريف (شمال المغرب) خلال العصر الوسيط، وكانت صلة الوصل بين عدوتي الأندلس والمغرب بحكم موقعها الجغرافي المنيع الذي جعل منها مرفأ لتصدير واستيراد السلع، ومعبرا للمجاهدين وللحضارة الشرقية نحو الأندلس خاصة.
علاقة بادس بالأندلس كانت وثيقة.
التحية التي أرسلتها الأندلس تحمل الأشواق إليها، فهذه قصيدة الرنانة التي تعد من روائع الشاعر لسان الدين ابن الخطيب فقد قال في مدينة بادس:
| بادس                   | عسى خطرة بالركب يا حاديَ العِيس ... على الهضبة الشماء من قصر باديس لنظفر من ذاك الزُّلال بعَلَّة ... وننعم في تلك الظلال بتعريس حسبت بها ركبي فُواقا وانما...عقدت على قلبي لها عقد تحبيس لقد رسخت آيُ الجَوى في حوانجى...كما رسخ الإنجيل في قلب قِسيس بميدان جفنى للسهاد كتيبة...تُغِير على سَرح الكرى في كراديس ويا قلب لاتلق السلاح فربما... تعذر في الدهر اطراد المقاييس قصيدة طويلة.... | بادس |
| — لسان الدين بن الخطيب | |      |

فالقصيدة تعبير صادق لما كانت عليه المدينة من عز وإكبار في أعين الأندلسيين، فهضبتها شماء -أي منيعة - وعزيزة، وتحصنت برجال أشداء حاملي الأقلام والسيوف والصلاح والإصلاح.

## بادس والتجارة العالمية
كانت لبادس علاقات تجارية مع مدن عالمية كثيرة، من الأندلس غربا إلى آسيا شرقا في هذا الصدد:
 
يقول المؤرخ ليون الإفريقي في كتابة وصف إفريقيا:
| ” | «ومن عادة سفن البندقية ان تأتي إلى بادس مرة أو مرتين في السنة حاملة بضائعها، فتتجر فيها بالمبادلة والبيع نقدا، بالإضافة إلى أنها تنقل البضائع وحتى الركاب المسلمين أنفسم من هذا الميناء إلى تونس، وإلى البندقية والإسكندرية وبيروت.» | “ |

## فتح العرب لبادس
في حدود عام 635 هجرية تغلب العرب على بلاد الريف، واستولوا من جملة ماستولوا عليه مدينة بادس، وكان الأهالي يخافون منهم ويختفون عن أنظارهم.
فقد حدث العالم عبد الحق بن إسماعيل البادسي أن أهالي بادس اختفوا عن أنظار العرب، حينما احتلوا مدينة بادس. وذكر هذا أيضا الشيخ أبو الحسن المراكشي.
وحدث عبد الله المعرى البادسي قال: " كانت العرب قد تغلبت على الريف عام 635 هجرية، فخفنا منهم فارتحل جميع أهل بادس باموالهم وأمتعتهم إلى الجزيرة التي في بادس وكنا نحرس الديار رجالا بالأسلحة لاغير، فاإذا جاءت العرب غدوة انبسطوا في الوادي وتقطع الناس من العدوتين عدوة الصف وعدوة الركينة، لايقدر من يدخل الوادي من أجل العرب.
إن هذه النصوص تدل على أن العرب في فتحهم للريف كان بصفة المتغلب، بحيث أن الأهالي خافوا في بداية الامر، ومن المعلوم ان ملوك بني مرين الأولين كانت لهم حروب مع عرب رياح في المغرب، فالامير عبد الحق ابن محيو المريني الذي أمر المرينيين الأولين عام 613 هجرية.فام بـحروب ضروس مع عرب رياح لقي حتفه بواقعة سبو، وقد طاف ولده عثمان الذي تولى من بعده امر المريينين على قبائل المغرب، ووصل فيما وصل إليه قبائل بطيوة (قلعية حاليا) من الريف وقد انتصر المرينيون على العرب، إلا انه رغم هذا الانتصار فانه لم يقض على عرب رياح، فقد بقوا بقاء النار تحت الرماد، ففي عام 621 هجرية. غزاهم أيضا ببلاد الهبط وازغار واثخن فيهم، وهكذا استمر في العراك معهم إلى أن توفي سنة 638 هجرية.ومما ذكر، يُعلم أن استلاء العرب عبى بادس والريف كان أيام أبي سعيد عثمان بن عبد الله المريني، لأن الاستلاء كان عام 635 هجرية. وهو في ذلك الوقت كان يقوم بالحرب في اطراف المغرب الشمالية ضد هؤلاء العرب، وبما أن أهالي الريف كانوا يعتزون بأن الدولة المرينية الجديدة، كانت دولتهم لانها نشات بين أحضانهم، فالموقعة الأولى التي انتصر فيها المرينيون على الموحدين والتي تدعى وقعة المشعلة، كانت بوادي النكور، وكان معقلهم الذي درجوا فيه ومنه ترعرعوا حصن تزوطا (قرب الناظور) من شِعب بطيوة (قلعية حاليا)، فأن تسلط العرب عليهم بمثابة احتلال لبلاد موالية لاعدائهم المرينيين، فلذا كان أهل الريف يفرون من وجوههم ويحرسون ديارهم بالأسلحة، وكان العرب يفرضون على أهل الريف مغارم ووقعت بينهم حروب كثيرة بسبب تلك المغارم. فقد حدث عن ابي عقيل بن عبد الرزاق بن عبد الواحد بن الحاج إبراهيم بن عيسى بن الشيخ داود التمسماني، عن جده الحاج إبراهيم التمسماني (المولود عام 560هـ / والمتوفي 650 هـ) أن العرب الذين تغلبوا على الريف فرضوا مغرما على قبيلة أيت ورتد (وهي من قبيلة تمسمان) فمتنع أهالي القبيلة من أداء ذلك المغرم وتحصنوا بمعاقلهم بساحل البحر، فلما رأى العرب توتر الحالة بينهم وبين القبيلة، طلبوا من الحاج إبراهيم أن يتوسط بينهم وبين القبيلة، حتى يؤدوا المغارم المقروضة، وقد الح عليه العرب إلحاحا بعدما امتنع فذهب إلى أهالي القبيلة وأبلغهم أمر العرب فامتنعوا ولم يجيبوه لشئ ثم انه لما رجع اُسر على ساحل البحر.
وهذه القصة نفسها كانت في التاريخ نفسه، فإن العرب لما شردهم بنو مرين احتلوا الأماكن القاصية، وكانت لهم مع أهالي الريف مناوشات وحروب، ولم يتفقوا قط.

## تخريب بادس
انهار عمران المدينة مع انهيار الدولة الوطاسية وقيام الدولة السعدية، حيث نشبت معارك طاحنة بين جيوش الدولتين، ليتم تدميرها نهائيا من طرف الإسبان سنة 1564، بعد سيطرتهم على الجزيرة بقيادة الجنرال غارسيا طوليدو.